# 注意障害
注意障害（ちゅういしょうがい）とは、人間が日常生活に支障をきたすようになるほどの障害の一つであり、注意が散漫になったり落ち着いて物事に取り組むことが困難になるといった特徴がある。高齢者、障害者に関する事柄で特にこの言葉が多く使われており、リハビリテーション学などの学問において研究対象として扱われることのある事柄である。